# Diskografie Sigaly
Toto je seznam doposud vydané diskografie anglického diskžokeje Sigaly.

## Alba

### Studiová alba
| Název                                                                                   | Detaily o albu                                                        | Umístění v hitparádách | Umístění v hitparádách | Umístění v hitparádách | Umístění v hitparádách | Umístění v hitparádách | Certifikace     |
| Název                                                                                   | Detaily o albu                                                        | UK                     | UK Dance               | AUS                    | BEL                    | IRE                    | Certifikace     |
| --------------------------------------------------------------------------------------- | --------------------------------------------------------------------- | ---------------------- | ---------------------- | ---------------------- | ---------------------- | ---------------------- | --------------- |
| Brighter Days                                                                           | - Vydáno: 28. září 2018 - Vydavatelství: Ministry of Sound, Columbia  | 14                     | 1                      | 63                     | 102                    | 20                     | - BPI: zlaté    |
| Every Cloud – Silver Linings                                                            | - Vydáno: 3. března 2023 - Vydavatelství: Ministry of Sound, Columbia | 64                     | 1                      | —                      | —                      | 49                     | - BPI: střibrné |
| "—" značí, že se nahrávka neumístila v hitparádách nebo v tomto území ani nebyla vydána |                                                                       |                        |                        |                        |                        |                        |                 |

## Singly

### Jako hlavní umělec
| "Easy Love"                                                                             | 2015 | 1  | 14 | 10 | 38  | 5  | 3  | 15 | 1  | 8  | 10 | - BPI: platinové - ARIA: platinové - BVMI: zlaté - GLF: 2× platinové - RMNZ: platinové               | Brighter Days                                 |
| "Sweet Lovin'" (feat. Bryn Christopher)                                                 | 2015 | 3  | 11 | 7  | 115 | 15 | 6  | —  | 1  | 29 | 31 | - BPI: 2× platinové - ARIA: platinové - BVMI: zlaté - GLF: platinové - IFPI AUT: zlaté - RMNZ: zlaté | Brighter Days                                 |
| "Say You Do" (feat. Imani a DJ Fresh)                                                   | 2016 | 5  | —  | —  | —   | —  | 27 | —  | 2  | 76 | —  | - BPI: platinové - GLF: zlaté                                                                        | Brighter Days                                 |
| "Give Me Your Love" (feat. John Newman a Nile Rodgers)                                  | 2016 | 9  | 83 | 50 | —   | 55 | 43 | —  | 1  | —  | —  | - BPI: platinové                                                                                     | Brighter Days                                 |
| "Ain't Giving Up" (s Craig David)                                                       | 2016 | 23 | —  | —  | —   | —  | 57 | —  | 9  | —  | —  | - BPI: zlaté                                                                                         | Brighter Days                                 |
| "Only One" (s Digital Farm Animals)                                                     | 2016 | 53 | —  | —  | —   | —  | 62 | —  | 6  | 96 | —  | - BPI: střibrné                                                                                      | Singly bez alb                                |
| "Show You Love" (s Kato feat. Hailee Steinfeld)                                         | 2017 | 91 | —  | —  | —   | —  | 86 | —  | 38 | —  | —  | - BPI: střibrné                                                                                      | Singly bez alb                                |
| "Came Here for Love" (s Ella Eyre)                                                      | 2017 | 6  | 53 | 56 | —   | 76 | 9  | —  | 2  | 66 | 49 | - BPI: 3× platinové - ARIA: zlaté - BVMI: zlaté - GLF: zlaté - IFPI AUT: zlaté - IFPI SWI: zlaté     | Brighter Days                                 |
| "Lullaby" (s Paloma Faith)                                                              | 2018 | 6  | —  | —  | —   | 90 | 9  | —  | 3  | —  | 52 | - BPI: 2× platinové - IFPI AUT: zlaté                                                                | Brighter Days                                 |
| "Feels Like Home" (s Sean Paul a Fuse ODG feat. Kent Jones)                             | 2018 | 71 | —  | —  | —   | —  | 52 | —  | 62 | —  | —  | | Brighter Days                                 |
| "We Don't Care" (s The Vamps)                                                           | 2018 | —  | —  | —  | —   | —  | 59 | —  | 85 | —  | —  | | Brighter Days                                 |
| "Just Got Paid" (s Ella Eyre a Meghan Trainor feat. French Montana)                     | 2018 | 11 | —  | —  | —   | —  | 12 | —  | 9  | —  | —  | - BPI: platinové - ARIA: zlaté                                                                       | Brighter Days                                 |
| "Wish You Well" (s Becky Hill)                                                          | 2019 | 8  | —  | —  | —   | —  | 8  | —  | 5  | —  | 64 | - BPI: platinové                                                                                     | Every Cloud – Silver Linings                  |
| "We Got Love" (feat. Ella Henderson)                                                    | 2019 | 42 | —  | —  | —   | —  | 52 | —  | 17 | —  | —  | - BPI: zlaté                                                                                         | Singl bez alb                                 |
| "Heaven on My Mind" (s Becky Hill)                                                      | 2020 | 14 | —  | —  | —   | —  | 19 | —  | 13 | —  | —  | - BPI: zlaté - ARIA: zlaté                                                                           | Every Cloud – Silver Linings                  |
| "Lasting Lover" (s James Arthur)                                                        | 2020 | 10 | 17 | —  | —   | —  | 15 | 31 | 1  | 94 | 41 | - BPI: platinové - ARIA: 2× platinové - RMNZ: zlaté                                                  | Every Cloud – Silver Linings                  |
| "You for Me" (s Rita Ora)                                                               | 2021 | 23 | —  | —  | —   | —  | 23 | —  | —  | —  | —  | - BPI: střibrné                                                                                      | Every Cloud – Silver Linings                  |
| "Runaway" (s R3hab a JP Cooper)                                                         | 2021 | —  | —  | —  | —   | —  | —  | —  | —  | —  | ―  | | Singl bez alb                                 |
| "Melody"                                                                                | 2022 | 31 | —  | —  | —   | —  | 34 | ―  | —  | ―  | ―  | - BPI: střibrné                                                                                      | Every Cloud – Silver Linings                  |
| "Stay the Night" (s Talia Mar)                                                          | 2022 | 11 | —  | —  | —   | —  | 22 | ―  | —  | ―  | ―  | - BPI: zlaté                                                                                         | Every Cloud – Silver Linings                  |
| "Living Without You" (s David Guetta a Sam Ryder)                                       | 2022 | 48 | —  | —  | —   | —  | 88 | ―  | ―  | —  | ―  | | Every Cloud – Silver Linings                  |
| "All by Myself" (s Alok a Ellie Goulding)                                               | 2022 | —  | —  | —  | 116 | —  | —  | —  | —  | —  | —  | | Every Cloud – Silver Linings                  |
| "Rely on Me" (s Gabry Ponte a Alex Gaudino)                                             | 2022 | —  | —  | —  | —   | —  | —  | —  | —  | —  | —  | | Every Cloud – Silver Linings                  |
| "Radio" (s MNEK)                                                                        | 2023 | —  | —  | —  | —   | —  | —  | —  | —  | —  | —  | | Every Cloud – Silver Linings                  |
| "Feels This Good" (s Mae Muller a Caity Baser feat. Stefflon Don)                       | 2023 | 93 | —  | —  | —   | —  | —  | —  | —  | —  | —  | | Every Cloud – Silver Linings & Sorry I'm Late |
| "You Make Me Feel (Mighty Real)" (s Adam Lambert)                                       | 2023 | —  | —  | —  | —   | —  | —  | —  | —  | —  | —  | | High Drama                                    |
| "Feel It Deep Inside" (s Dopamine)                                                      | 2023 | —  | —  | —  | —   | —  | —  | —  | —  | —  | —  | | Singly bez alb                                |
| "It's A Feeling" (s Trevor Daniel a 24kGoldn)                                           | 2024 | —  | —  | —  | —   | —  | —  | —  | —  | —  | —  | | Singly bez alb                                |
| "Like Sunshine" (s Lavern)                                                              | 2024 | —  | —  | —  | —   | —  | —  | —  | —  | —  | —  | | Singly bez alb                                |
| "With You" (s Ely Oaks)                                                                 | 2024 | —  | —  | —  | —   | —  | —  | —  | —  | —  | —  | | The Collection                                |
| "—" značí, že se nahrávka neumístila v hitparádách nebo v tomto území ani nebyla vydána |      |    |    |    |     |    |    |    |    |    |    | |                                               |

### Jako vedlejší umělec
| Název                                               | Rok  | Umístění v hitparádách | Umístění v hitparádách | Umístění v hitparádách | Album         |
| Název                                               | Rok  | UK                     | IRE                    | SCO                    | Album         |
| --------------------------------------------------- | ---- | ---------------------- | ---------------------- | ---------------------- | ------------- |
| "Don't Need No Money" (Imani feat. Sigala a Blonde) | 2016 | 67                     | 77                     | 49                     | Singl bez alb |

## Remixy
| Název             | Rok  | Původní umělec |
| ----------------- | ---- | -------------- |
| "If We Never Met" | 2020 | John K         |
| "EveryTime I Cry" | 2021 | Ava Max        |
| "A Lot"           | 2022 | John K         |